# Attaque aérienne de Lookout

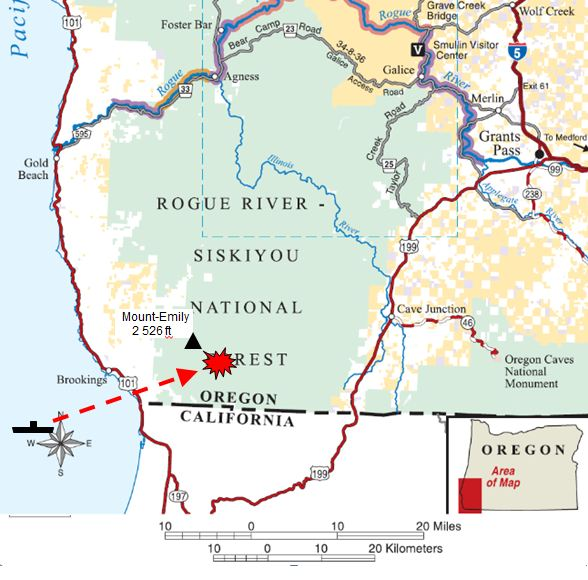
Schéma du raid sur une carte du Sud de l'Oregon

L'attaque aérienne de Lookout est une opération marginale de bombardement incendiaire des États-Unis par le Japon pendant la Seconde Guerre mondiale dans le but de mettre le feu à la forêt de la côte ouest.
Cette opération est historique, car c'est la seule fois où les États-Unis ont subi une attaque de bombardement par avion sur leur territoire métropolitain pendant la Seconde Guerre mondiale.
C'était en fait un test. Si les incendies déclenchés avaient été importants, le Japon envisageait d'utiliser sa flotte de sous-marins de classe I-400, portant chacun trois avions pour incendier et bombarder les abords du canal de Panama .

## Les vecteurs
Le I-25 de la marine impériale japonaise était de classe Type B ou Otsu ayant un tonnage de 2 369 t, long de 108 m. Il emportait un hydravion Yokosuka E14Y « Glen » (à moteur de 9 cylindres et 340 CV) partiellement démonté en douze parties dans un hangar étanche de 1,4 m de haut, 2,4 m de large et 8,5 m de long logé devant le kiosque. Les ailes, flotteurs et dérive étaient démontés, les plans horizontaux de la queue repliés vers le haut. Sa mise en œuvre nécessitait 20 à 30 min pour un équipage bien entraîné aidé d'une grue. C'était bien sûr une période critique, le submersible étant alors très vulnérable. Le lancement de l'hydravion était assuré par une catapulte fixe à air comprimé de 20 m de long placée sur le pont du submersible. Le sous-marin était d'un maniement délicat, car quand il faisait surface, ouvrir le hangar trop rapidement pouvait le faire couler,.

## Les raids

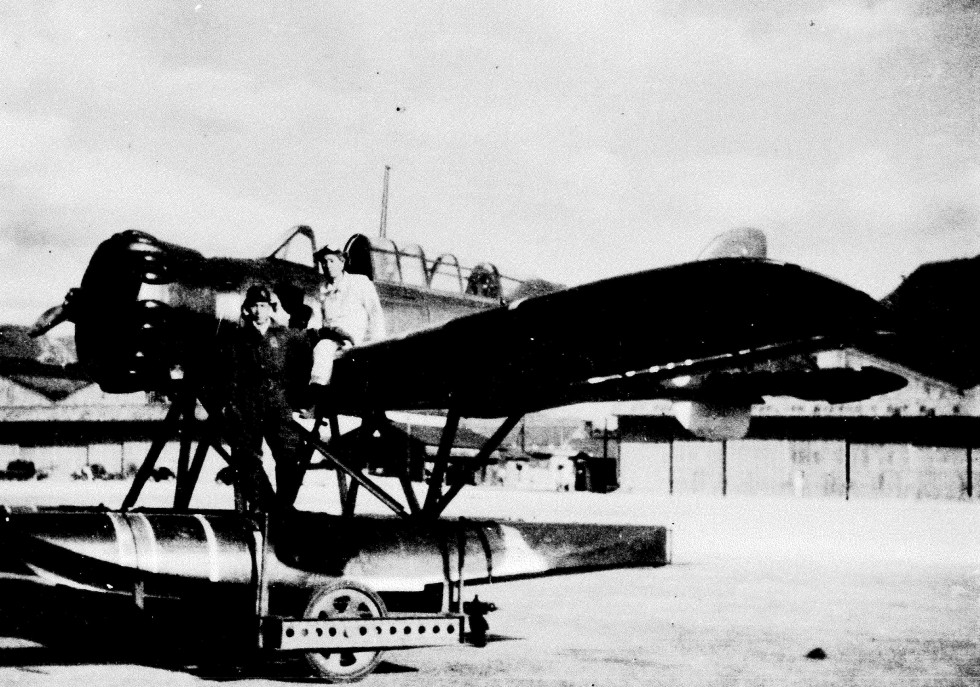
Nobuo Fujita debout près de son hydravion Yokosuka E14Y.

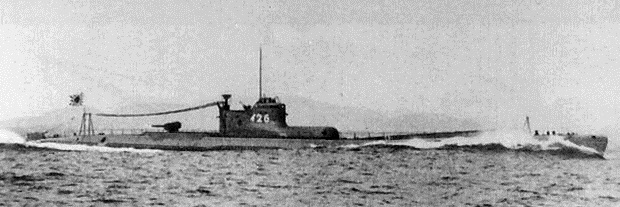
Le sous-marin japonais I-25.

En 1942, le I-25 avait déjà participé à la guerre. Il avait assisté de loin à l'attaque de Pearl Harbour, mené des raids de reconnaissance sur Sydney, Melbourne, Hobart, Wellington. Le 21 juin 1942, il avait tiré 17 obus sur le fort Stevens sur la côte nord de l'Oregon, mais sans faire de dommages .
La zone cible avait été choisie un peu à l'est de la petite ville de Brookings dans l'Oregon, près de la frontière avec la Californie. En effet, c'était une zone de forêts denses de conifères, susceptible de s'enflammer facilement et où les secours progresseraient difficilement. Elle était aussi proche de la mer donc accessible et éloignée de zones d'habitation donc propice à une pénétration discrète .
Le 15 août 1942, le I-25 sous le commandement du lieutenant Meiji Tagami quitte la base navale de Yokosuka. Le mercredi matin 9 septembre 1942 le I-25 il fait surface à l'ouest du cap Blanco au large de l'Oregon. L'hydravion est remonté et il décolle par catapultage piloté par le maître principal Nobuo Fujita . Il vole vers l'est en faisant des zigzags. À 500 pieds d'altitude, il largue l'une après l'autre deux bombes incendiaires de 30 kg sur la forêt près du mont Emily à 9 miles au nord-est de Brookings. Ces bombes larguaient 530 éléments incendiaires dans un cercle de 100 m de diamètre . Le pilote fait un cercle pour constater le début d'incendie puis retourne vers le sous-marin en rase-mottes.
Howard « Razz » Gardner repère et signale à 6 h 24 l'arrivée de l'hydravion depuis sa tour de surveillance des incendies sur le mont Emily dans la forêt nationale de Rogue River-Siskiyou. Il ne voit pas le bombardement lui-même, mais le panache de fumée de l'incendie qu'il signale au bureau central de surveillance à 12h 24. Il est chargé de se rendre sur place. Ainsi que le garde forestier du service des forêts des États-Unis Keith V. Johnson. Celui-ci se trouvait sur la tour de surveillance Bear Wallow Lookout Tower toute proche et qui donnera son nom au raid.
Les incendies sont limités, car des pluies récentes ont rendu la zone humide. Les deux hommes passent la fin de la journée et la nuit à garder les feux sous contrôle. Une équipe de pompiers arrive le matin pour les aider. Ils ramènent des fragments de bombes.
Une enquête approfondie est lancée immédiatement par le FBI et identifie sur les restes de bombes des marques d'origine japonaise .
Fujita et son observateur font une attaque nocturne le 29 septembre, mais toute la côte est en black-out. A 5 h 22 du matin, l'hydravion est entendu par des gardes forestiers. Après avoir largué ses bombes, Fujita revient vers le sous-marin en vol plané pour éviter d'être repéré. Au matin les gardes forestiers ne constatent aucun incendie et ne retrouvent même pas les points d'impact des bombes. Il n'y a donc aucun dommage .
Le mauvais temps empêche une troisième attaque avec les deux bombes restantes. Le sous-marin rentre à Yokosuka où Fujita est accueilli en héros .
Les pertes de sous-marins japonais empêchent le renouvellement de telles attaques. Le I-25 est coulé le 25 août 1943 par le destroyer USS Patterson de la classe Bagley au large des Nouvelles-Hébrides.
De novembre 1944 à avril 1945, dans le cadre du projet Fugo, le Japon tentera une opération de bombardement avec des objectifs similaires à l'aide de 9 300 ballons sans équipage.

## Après-guerre
Vingt ans plus tard, le pilote de l'hydravion, Nobuo Fujita, est invité à revenir dans la ville de Brookings. Avant le voyage, il a reçu l'assurance de ne pas être accusé de crime de guerre. Au contraire, à Brookings, il participe au festival local d'Azalée.
Pendant le festival, il offre à la ville un sabre de samouraï familial datant de 400 ans comme un symbole de regret. Il fait plusieurs visites ultérieures, en tant qu'ambassadeur informel de la paix et de l'amitié.
Ému par l'accueil reçu, il invite en 1985 trois étudiantes de Brookings au Japon. Il reçoit une lettre de félicitation du président Ronald Reagan. Il retourne à Brookings en 1990, 1992, 1995. En 1992, il plante un arbre sur le site d'impact de la bombe en tant que geste de paix. Il est fait citoyen d'honneur de la ville quelques jours avant sa mort le 30 septembre 1997 à l'âge de 85 ans .
En octobre 1998, sa fille, Yoriko Asakura enterre un peu des cendres de son père sur le site du bombardement.